# Schloss Nieder-Leschen

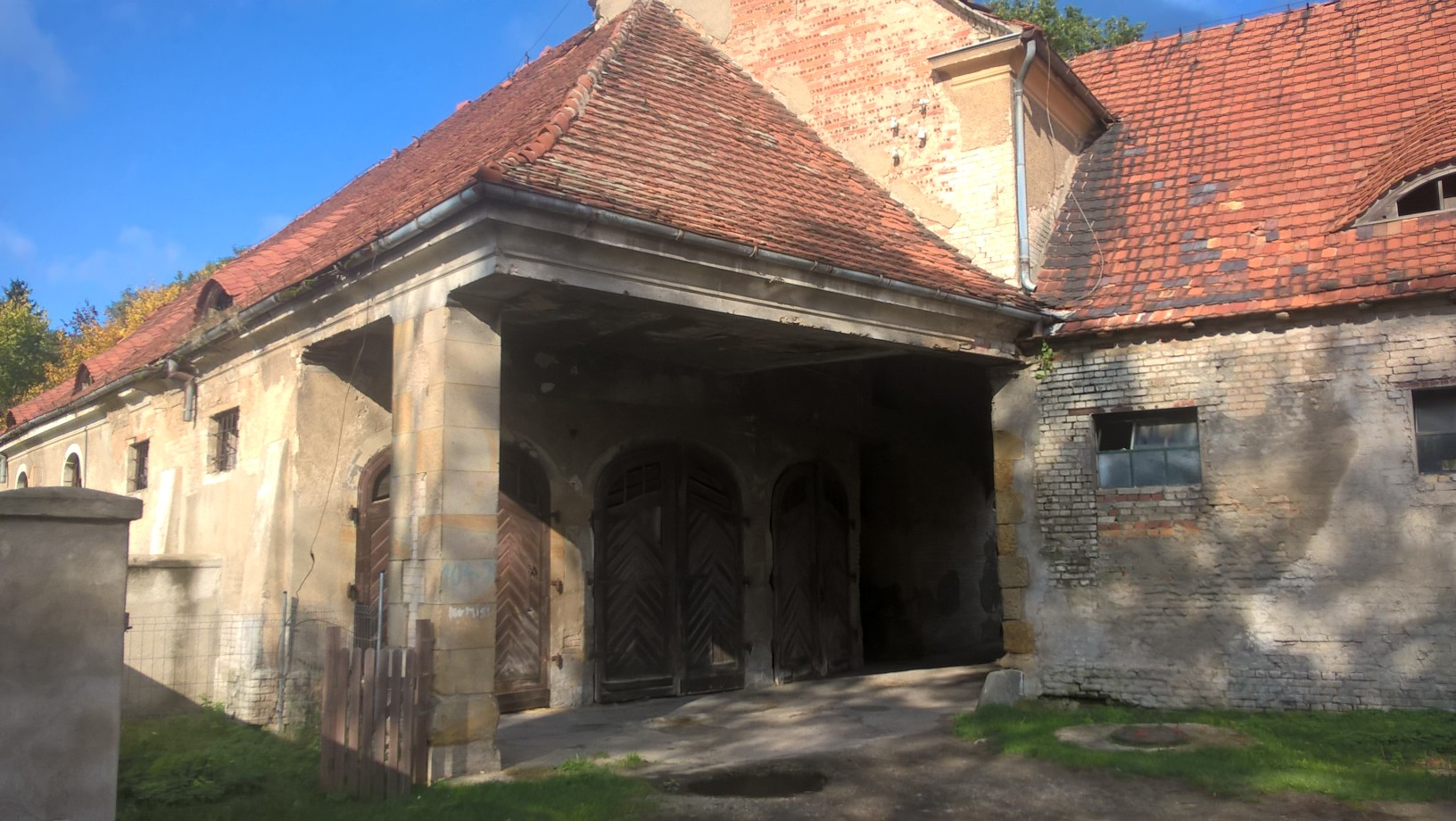
Detailansicht des ehemaligen Gutsschlossanlage 2020

Schloss Nieder-Leschen war ein Schloss  in Leszno Dolne (heute zur Gmina Szprotawa), Powiat Żagański (Kreis Sagan), Woiwodschaft Lebus. Historisch lag das Schloss in Niederschlesien.
1905 wurde das neue Niederleschner Schloss vom Hauptmann Karl von Schnell mit Hilfe von Dresdner und Leipziger Firmen erbaut. Um das Schloss herum entstanden Parkanlagen und eine Reithalle mit Marstall. Das Schloss erlebte große Feste, das Rittergut große Jagden bei dem das Offizierkorps der Sprottauer Garnison zu Gast war. Hauptmann von Schnell verkaufte das Gut 1910 und starb verarmt.
Danach wurde der Bau im Stil der Neorenaissance nach Plänen von Rudolf Zahn bis 1912 für Hans von Schnell überarbeitet und errichtet. Später kamen die von Oppen in den Besitz des Schlosses. Durch Kriegseinwirkung wurde der Bau 1945 zerstört.